# Gertrudis de la Fuente
Gertrudis de la Fuente Sánchez (21 août 1921 – 23 janvier 2017) est une biochimiste espagnole spécialisée en enzymologie. Au Conseil supérieur de la recherche scientifique à Madrid, elle a coordonné la commission du gouvernement espagnol contre le syndrome de l'huile frelatée de 1981.

## Jeunesse et éducation
Gertrudis de la Fuente Sánchez est née à Madrid, en Espagne, le 21 août 1921. Fille d'un conducteur de train, elle a six ans quand le travail de son père les amène à déménager à Arroyo de Malpartida, Cáceres[réf. souhaitée].
Elle grandit dans une zone rurale où les filles n'étaient généralement pas scolarisées au-delà de l'école primaire et ne commence le lycée qu'après la retraite de son père.
Elle revient à Madrid en 1935 mais ses études sont  interrompues par la guerre civile espagnole.
Elle obtient finalement un diplôme en géométrie en 1942 et une licence en chimie à l'université complutense de Madrid en 1948.
À l'université, elle suit également des cours de physique. Elle commence sa carrière de chercheuse en travaillant gratuitement à la faculté de pharmacie avec le biochimiste Santos Ruiz qui est alors le seul professeur de biochimie en Espagne.
En 1950, elle obtient une bourse pour rédiger sa thèse de doctorat, qu'elle soutient en 1954.

## Carrière
Elle entre au Conseil national de la recherche scientifique espagnol comme assistante en 1956, elle est promue chercheuse en 1960 et professeure en 1962. En 1970, l'institut d'enzymologie est transféré à la faculté de médecine de l'université autonome de Madrid.
En 1981, elle est chargée par le gouvernement espagnol de coordonner une enquête sur le syndrome de l'huile frelatée[réf. nécessaire].
Le scandale de l'huile frélatée qui éclate en Espagne en 1981 est un cas d'empoisonnement massif. Les chercheurs découvrent que l'empoisonnement est dû à de l'huile de colza industrielle qui s'est retrouvée sur le marché destiné aux humains.
Le syndrome dure quarante jours, touche plus de 20 000 personnes et fait plus de 1 100 morts[réf. nécessaire].
Elle continue à enseigner et à encadrer des doctorants jusqu'à sa retraite.
Elle meurt en 2017.

## Postérité
En 2015, une partie de sa vie et de sa carrière sont racontées dans le court métrage Gertrudis (la mujer que no enterró sus talentos) de Medardo Amor.
Elle remporte le prix du Club des 25[Quoi ?] pour ses contributions à la science.
María Jesús Santesmases se souvient d'elle comme d'une femme « active et sereine » et « résolue à défendre l'égalité et les femmes et en général ».